# Tipperary (Schiff)
Die HMS Tipperary war ein Flottillenführer der Faulknor-Klasse in der Royal Navy. Sie führte die 4. Zerstörerflottille der Grand Fleet in der Skagerrakschlacht und sank beim Angriff auf die Hochseeflotte am 1. Juni 1916.
Ursprünglich wurde sie bei der britischen Werft J. Samuel White in Cowes für Chile als großer Zerstörer Almirante Riveros der Almirante-Lynch-Klasse gebaut. Zu Beginn des Ersten Weltkriegs wurde sie von der Royal Navy aufgekauft und nach der irischen Stadt Tipperary benannt.

## Einsatz in der Skagerrakschlacht
Die Tipperary löste nach ihrer Fertigstellung ihr Schwesterboot Faulknor als Führerboot der 4. Zerstörerflottille mit den Zerstörern der Acasta-Klasse ab.
Die Flottille war in der Skagerrakschlacht eine von drei Zerstörerflottillen, die die Grand Fleet vor deutschen Torpedobootsangriffen schützen sollte.  Als Halbflottillenführer war das Schwesterboot der Tipperary, die HMS Broke im Einsatz, dazu kamen die der Flottille zugehörigen Zerstörer Achates, Ambuscade, Ardent, Contest, Fortune, Garland, Hardy, Midge, Owl, Porpoise, Sparrowhawk, Spitfire und Unity der Acasta-Klasse sowie die von der 12. Flottille abgeordnete Mischief der M-Klasse.

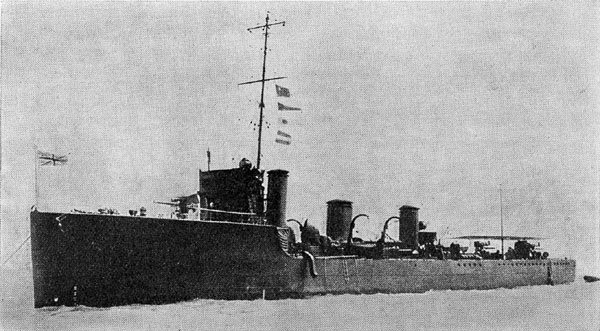
HMS Shark, Acasta-Zerstörer von Swan Hunter wie die HMS Sparrowhawk

Eine Division der Flottille (Shark, Acasta, Christopher der Acasta-Klasse und Ophelia der M-Klasse) begleitete mit den Leichten Kreuzern Canterbury und Chester die Schlachtkreuzer Invincible, Inflexible und Indomitable des 3. Schlachtkreuzergeschwaders, die vor den Linienschiffen zur Unterstützung von Beattys Schlachtkreuzerflotte auf das Gefechtsfeld lief und zuerst auf die deutsche 2. Aufklärungsgruppe traf. Da die Deutschen einen Torpedobootsangriff versuchten, wurden die vier Zerstörer zu einem Gegenangriff eingesetzt. Die Shark beschädigte die V 48, die später versenkt wurde, erhielt aber auch schwere Treffer und blieb liegen. Ihr Kommandant Loftus William Jones, der posthum das Victoriakreuz erhielt, lehnte die Hilfe der Acasta ab, um kein weiteres Boot zu gefährden. Von der Besatzung konnten nur sechs Mann später von einem dänischen Schiff gerettet werden. 86 Mann der Shark verloren ihr Leben, die schließlich nach einem Torpedotreffer des Torpedoboots S 54 sank.

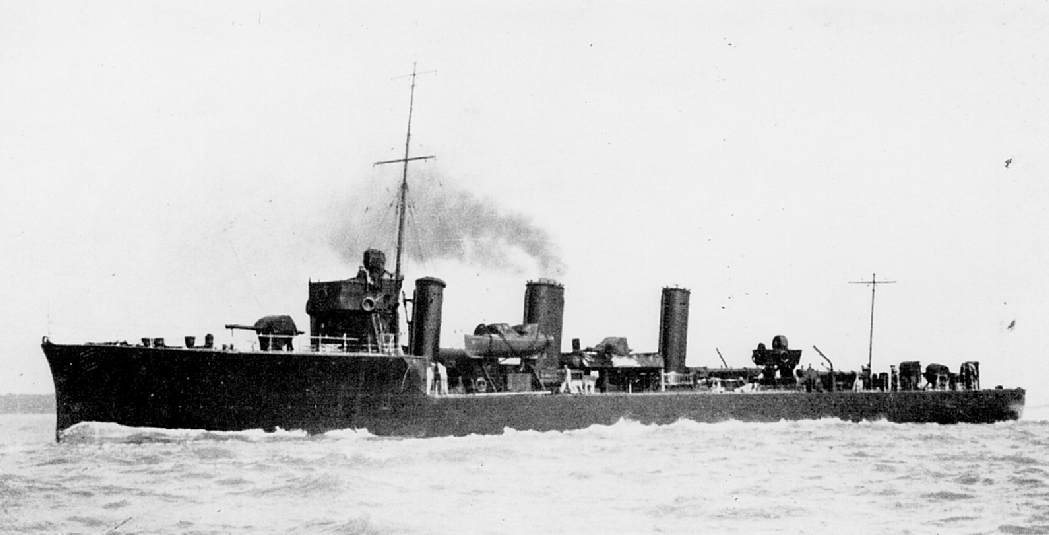
HMS Fortune, Fairfield „special“ der Acasta-Klasse

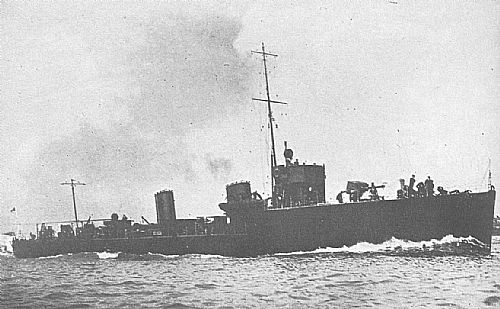
HMS Ardent, Denny „special“ der Acasta-Klasse

Die  Tipperary unter Captain C. J. Wintour führte den Hauptteil der 4. Zerstörerflottille am Abend der Skagerrakschlacht nach Süden in Verfolgung der deutschen Hochseeflotte. Kurz nach Mitternacht wurden auf der Garland, dem vierten der zwölf Boote, drei sich nähernde Schiffe entdeckt. Captain Wintour konnte die Schiffe nicht identifizieren und forderte ein Erkennungssignal. Die auf fast 500 m herangekommenen Kleinen Kreuzer Stuttgart, Hamburg, Rostock und Elbing eröffneten darauf das Feuer. Auch die Linienschiffe Westfalen und Nassau griffen mit ihrer Mittelartillerie in das Gefecht ein. Die 4. Flottille  war auf die Spitze der deutschen Hochseeflotte gestoßen, die hinter der britischen Flotte vorbeilaufen wollte.
Die vorderen Boote Tipperary, Spitfire, Sparrowhawk, Garland, Contest und Broke griffen sofort mit Torpedos an. Bei der Nähe der Schiffe zueinander, war der Einsatz der Torpedos schwierig. Unsicherheit bestand, wer wen traf. Die Elbing erhielt in dieser Phase wohl einen Torpedotreffer, der ihre Manövrierfähigkeit herabsetzte, was mit zur Kollision mit dem Schlachtschiff Posen beitrug. Ihre Schäden führten später zur Aufgabe des Schiffes.
Die Fortune wurde vom Feuer der deutschen Linienschiffe getroffen und sank brennend mit 67 Mann ihrer Besatzung. Nur ein Mann konnte gerettet werden.
Auch die Tipperary wurde von den 15-cm-Geschützen der Mittelartillerie der Westfalen gegen 0:35  am 1. Juni getroffen, geriet in Brand und blieb liegen. Sie sank erst um 2:45. 185 Mann ihrer 197-köpfigen Besatzung ließen ihr Leben. Die letzte Restbesatzung der Elbing, die selbst um 4:40 aufgegeben werden musste, rettete mit ihrem Kutter noch im Wasser treibende Überlebende der Tipperary.

Die Broke hatte die Führung der verbliebenen Boote übernommen und wurde auch schwer getroffen. Sie geriet dabei außer Kontrolle und rammte die Sparrowhawk. Es gelang schließlich die Boote wieder zu trennen. Die Broke übernahm einen Teil der Besatzung der Sparrowhawk und sie erreichte kaum noch seefähig nach 2½ Tagen die Tyne-Mündung. Sie hatte 47 Mann in den Gefechten verloren.  Die treibende Sparrowhawk, die ihre Maschine nicht wieder in Gang bekam, wurde schließlich vom Flottillenführer Marksman nach vergeblichem Abschleppversuch und Übernahme der verbliebenen Besatzung versenkt. Sechs Mann hatten auf der Sparrowhawk ihr Leben gelassen.

Die allein fast unbeschädigte Ardent suchte Anschluss an einsatzfähige britische Einheiten und lief dabei erneut in die deutsche Schlachtlinie und wurde ebenfalls von der Westfalen versenkt. Von ihrer Besatzung konnte zwei Mann, darunter der Kommandant, gerettet werden; 78 Mann ließen ihr Leben.
Mit fünf verlorenen Booten hatte die 4. Zerstörerflottille die meisten Opfer in der Skagerrakschlacht zu tragen, in der acht britische Zerstörer versenkt wurden. Die beschädigten Acasta, Spitfire (je sechs Tote) und Porpoise (zwei Tote) der 4. Flottille hatten ebenfalls Todesopfer zu beklagen.
Das Wrack ist nach dem Protection of Military Remains Act von 1986 geschützt.